# Municipio de Whiteville (Carolina del Norte)
El municipio de Whiteville (en inglés: Whiteville Township) es un municipio ubicado en el  condado de Columbus en el estado estadounidense de Carolina del Norte. En el año 2010 tenía una población de 11.593 habitantes.

## Geografía
El municipio de Whiteville se encuentra ubicado en las coordenadas 34°19′43.68″N 78°40′43.68″O / 34.3288000, -78.6788000.